# Levius
Levius (レビウス, Rebiusu) est un seinen manga écrit et dessiné par Haruhisa Nakata, prépublié dans le Monthly Ikki entre 2013 et 2014 puis compilé en trois volumes reliés par Shōgakukan. La version française est publiée par Kana entre 2015 et 2016 dans la collection « Big Kana ». 
Un second cycle, Levius Est (レビウス エスト, Rebiusu esuto, stylisé Levius/est), est prépublié dans l'Ultra Jump depuis 2015. La version française est également en cours de parution chez Kana.
Une série d'animation sous forme d'ONA de 12 épisodes produite par Polygon Pictures est mise en ligne sur Netflix le 28 novembre 2019.

## Synopsis

### Levius
Levius est une uchronie se déroulant au début du XXe siècle et XXIe siècle. Dans cet univers, la technologie n'a pas évoluée comme dans notre monde avec l’électricité et l’électronique mais grâce à la vapeur. On se retrouve donc dans un univers steampunk. La boxe mécanique est le sport principal de cet univers. En remplaçant ou en améliorant certaines parties du corps, on peut rendre les combattants bien plus puissants. Auparavant, une guerre mondiale éclatât dans l’Europe où les peuples se déchirèrent. Des millions de personnes perdirent la vie et c'est dans ce contexte, entre boxe et guerre, que l'on rencontre Levius qui a perdu un bras lors de celle-ci. Il combat dans la deuxième meilleure catégorie de boxe mécanique et va rencontrer au cours de ses matchs, A.J., une boxeuse extraordinaire qui a réussi a vaincre le champion du niveau deux, qui était l'idole de Levius. Celui-ci voulant venger son ami devra se battre contre A.J et découvrir pourquoi cette jeune fille écoute aveuglement un groupe corrompu "AMETHYSTE".

### Levius/est
Levius/est se déroule quelques mois après le combat entre Levius et A.J. Leur combat leur coutât beaucoup mais Levius réussi à sauver l’âme de A.J prisonnière de AMETHYSTE. À la fin du combat tous les deux étaient dans le coma mais Levius fut déclaré vainqueur et reçut une promotion : il passa au niveau 1, le sommet de la boxe mécanique. Le problème majeur est que la guerre a été déclarée par AMETHYSTE et que dorénavant la boxe mécanique sert de substitut aux guerres réelles. L'objectif actuel de tous les états est d'atteindre la première place du niveau 1 avec leurs combattants respectifs. Cela aura pour conséquence que toute personne devenant numéro 1 du niveau 1 deviendra le nouveau gouvernant mondial.

## Personnages
Levius Cromwell (レビウス ・クロムウェル, Rebiusu Kuromuueru)
Voix japonaise : Nobunaga Shimazaki, voix française : Oscar Douieb
Zacks Cromwell (ザクス ・クロムウェル, Zakusu Kuromuueru)
Voix japonaise : Junichi Suwabe, voix française : Patrice Melennec
Natalia Garnet (ナタリア・ ガーネット, Nataria Gānetto)
Voix japonaise : Ayane Sakura, voix française : Margaux Laplace
A.J. Langdon (A.J.ラングドン, Ei-Jei Rangudon)
Voix japonaise : Saori Hayami, voix française : Paola Jullian

## Manga

### Liste des volumes

#### Levius
| no | Japonais         | Japonais          | Français        | Français          |
| no | Date de sortie   | ISBN              | Date de sortie  | ISBN              |
| -- | ---------------- | ----------------- | --------------- | ----------------- |
| 1  | 4 février 2014   | 978-4-09-188644-6 | 2 octobre 2015  | 978-2-5050-6434-3 |
| 2  | 4 mai 2014       | 978-4-09-188652-1 | 22 janvier 2016 | 978-2-5050-6435-0 |
| 3  | 31 décembre 2014 | 978-4-09-188672-9 | 18 mars 2016    | 978-2-5050-6436-7 |

#### Levius/est
| no | Japonais         | Japonais          | Français        | Français          |
| no | Date de sortie   | ISBN              | Date de sortie  | ISBN              |
| -- | ---------------- | ----------------- | --------------- | ----------------- |
| 1  | 23 décembre 2015 | 978-4-08-890278-4 | 6 janvier 2017  | 978-2-5050-6888-4 |
| 2  | 22 juin 2016     | 978-4-08-890463-4 | 19 mai 2017     | 978-2-5050-6889-1 |
| 3  | 24 janvier 2017  | 978-4-08-890581-5 | 27 octobre 2017 | 978-2-5050-6911-9 |
| 4  | 23 août 2017     | 978-4-08-890731-4 | 20 avril 2018   | 978-2-5050-7193-8 |
| 5  | 24 avril 2018    | 978-4-08-890899-1 | 7 décembre 2018 | 978-2-5050-7205-8 |
| 6  | 24 juin 2019     | 978-4-08-891302-5 | 10 juillet 2020 | 978-2-5050-7632-2 |
| 7  | 24 novembre 2019 | 978-4-08-891406-0 | 22 janvier 2021 | 978-2-5050-8706-9 |
| 8  | 22 juillet 2020  | 978-4-08-891586-9 | 4 juin 2021     | 978-2-5051-1038-5 |
| 9  | 23 décembre 2020 | 978-4-08-891750-4 | 3 décembre 2021 | 978-2-5051-1056-9 |

## Série d'animation
Une série d'animation sous forme d'ONA produite par Polygon Pictures est disponible sur Netflix le 28 novembre 2019. La première saison est composée de 12 épisodes. La série est diffusée au Japon sur Tokyo MX et BS11 entre le 9 janvier 2021 et le 27 mars 2021,. Le générique d'ouverture de la série, Link or Chains, est interprété par Nana Mizuki et le générique de fin, Beautiful Doll, est interprété par Mamoru Miyano,.

### Liste des épisodes
1. L'impact et l'onde de choc (All of the Impact Ends Up Here)
2. Tu vas t'entendre avec ce garçon ? (Does it Seem Like the Boy is Getting On Okay?)
3. Une simple coudière ? (How in the World Did That Thing Pass as an Elbow Guard?)
4. Un génie du combat (He... He's The Real Thing...)
5. Un minable qui pense à la défaite ? (Do I Look Like an Idiot Who Thinks about Losing Before a Fight?)
6. Elle m'a demandé de l'aide (She Called Out for My Help)
7. Tu te souviens de moi ? (We Met Before... Do You Remember?)
8. Il apprend vite, le petit génie… (These Young Geniuses... Are Enough to Make You Sick...)
9. En temps et en heure (Can You Make the Deadline?)
10. Une raclée (It's Me Who Wants to Give You That Thrashing)
11. Presque aucune chance (The Possibility of it Working is Infinitely Close to Zero!)
12. Plus beau que d'habitude (It's Finer Than Usual Today)